# Giannina Milli
Giannina Milli, född den 24 maj 1825 i Teramo, död den 8 oktober 1888 i Florens, var en italiensk författare.
Giannina Milli väckte redan som liten flicka uppmärksamhet för en sällsynt begåvning att improvisera vers, och det var också som improvisatris hon sedermera vann sitt rykte. Med sina sånger, huvudsakligen behandlande de tryckta omständigheter, vari invånarna i de underkuvade italienska provinserna levde, firade hon verkliga triumfer, om hennes poesi också ofta saknade den mognade diktens fasta och koncisa form. Giannina Millis lyrik finns publicerad dels i två band Poesie (1862), dels i Ottave (1879). Hennes biografi författades av Giacinto Pannella (1881) och Giuseppe Rigutini (1889).